# Flower (XIA-album)
A Flower a dél-koreai Kim Dzsunszu (Kim Junsu), művésznevén XIA harmadik nagylemeze, mely 2015. március 3-án jelent meg. Az albumon közreműködik Tablo, Dok2 és Naul a Brown Eyed Soulból. A lemez első helyen debütált a Kaon (Gaon) albumlistáján.

## Számlista
| #   | Cím                                                                   | Dalszöveg                                            | Zene                                                        | Hossz |
| --- | --------------------------------------------------------------------- | ---------------------------------------------------- | ----------------------------------------------------------- | ----- |
| 1.  | Reach                                                                 | XIA                                                  | Alex von Soos                                               |       |
| 2.  | 나비 Nabi (Butterfly)                                                 | JUNO, J.Kimb                                         | 2JAJA, Hö Dzsangnim (Hoi Jang-nim)                          |       |
| 3.  | 꽃 Kkot (Flower)                                                      | XIA, Kim Thevon (Kim Tae-won), Tablo                 | XIA, Kim Thevon (Kim Tae-won)                               |       |
| 4.  | 나의 밤 Nai pam (Na-ui bam) (My Night)                                | Naul                                                 | Naul                                                        |       |
| 5.  | Out of Control                                                        | XIA, YDG                                             | Fraktal                                                     |       |
| 6.  | X Song                                                                | XIA                                                  | XIA, Kvon Bingi (Kwon Bin-gi )                              |       |
| 7.  | License to Love                                                       | XIA, Lisa Desmond, Christian Fast, Henrik Goransson  | Lisa Desmond, Christian Fast, Henrik Goransson              |       |
| 8.  | Musical in Life                                                       | XIA                                                  | Hö Dzsangnim (Hoi Jang-nim), Csong Dzsejop (Jeong Jae-yeop) |       |
| 9.  | Love You More                                                         | JUNO, J.Kimb                                         | Ben Earle                                                   |       |
| 10. | F.L.P                                                                 | XIA, Bruce Vanderveer, Ebony Cunningham              | Bruce Vanderveer, Ebony Cunningham                          |       |
| 11. | Hello Hello                                                           | JUNO, J.Kimb                                         | XIA, Pak Il (Park Il)                                       |       |
| 12. | 그 말 참 밉다 Ku mal csham mipta (Geu mal cham mibda) (Hateful Words) | Szong Hjon (Seong Hyeon), Pek Muhjon (Baek Mu-hyeon) | Szong Hjon (Seong Hyeon), Pek Muhjon (Baek Mu-hyeon)        |       |
| 13. | 사랑숨 Szarangszum (Sarangsum) (Breath of Love)                       | Kim Dzsihjang (Kim Ji-hyang)                         | Melodesign                                                  |       |